# Águas Santas (Maia)
Águas Santas es una freguesia portuguesa del concelho de Maia, en el distrito de Oporto, con 7,86 km² de superficie y 27.470 habitantes (2011). Su densidad de población es de 3 494,9 hab/km².
Atravesada por el río Leça, Águas Santas fue elevada a la categoría administrativa de vila en 1986 y es actualmente la localidad de esta categoría más poblada del distrito de Oporto, y una de las más populosas de toda la Región Norte. 
En el patrimonio histórico-artístico de la freguesia destaca la Iglesia de Nuestra Señora de la O, también conocida como Iglesia de Aguas Santas, de estilo románico, cuya construcción inicial se remonta a 1120 y que constituye el único vestigio del antiguo monasterio, fundado en 974 y que subsistió hasta el siglo XIX. La iglesia está clasificada como Monumento Nacional desde 1910.